# Erwin Ding-Schuler
Erwin Oskar Ding-Schuler (Bitterfeld, 19 settembre 1912 – Frisinga, 11 agosto 1945) è stato un medico e chirurgo tedesco, un ufficiale delle Waffen-SS che raggiunse il grado di Sturmbannführer (maggiore). È noto per aver eseguito esperimenti sui detenuti del campo di concentramento di Buchenwald.

## Biografia
Ding-Schuler si unì al NSDAP nel 1932 e alle SS nel 1936. Nel 1937 si laureò e superò il suo secondo esame di stato in medicina. Autore di pubblicazioni scientifiche, nel 1939 divenne medico di campo a Buchenwald e capo della divisione per la febbre maculata e ricerca virale dell'Istituto di igiene Waffen-SS a Weimar-Buchenwald. Nel luglio del 1939 Ding-Schuler uccise il pastore Paul Schneider con un'overdose.
Fino al 1945 condusse ampi esperimenti medici (su circa 1.000 detenuti, molti dei quali persero la vita) nel Blocco 46 della Stazione Sperimentale, usando vari veleni e agenti infettivi per la febbre maculata, la febbre gialla, il vaiolo, il tifo e la colera. Erwin Ding-Schuler fu arrestato dalle truppe americane il 25 aprile 1945 e si suicidò l'11 agosto 1945.